# Алессо

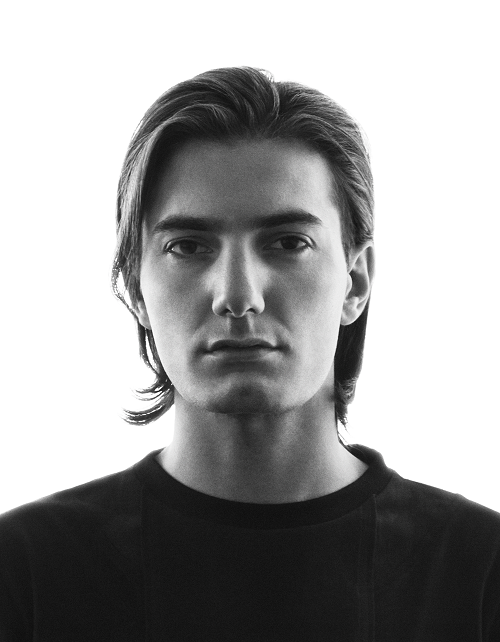
Alesso 2014.

Алесса́ндро Ли́ндблад (швед. Alessandro Lindblad; род. 7 июля 1991 года, Стокгольм, Швеция), известен под своим сценическим именем Але́ссо (англ. Alesso) — шведский диджей и музыкальный продюсер в жанре электронной танцевальной музыки. Наиболее известен своим синглом «Heroes (We Could Be)» совместно со шведской певицей Туве Лу, который стал платиновым в нескольких странах. Алессо находится на 37 месте в списке 100 лучших диджеев по версии журнала DJ Magazine.

## Биография
Родился 7 июля 1991 год в Стокгольме, Швеция. Начал играть на пианино в возрасте 7 лет и в возрасте 16 лет заинтересовался электронной танцевальной музыкой. Первое признание получил с выпуском своего одноимённого мини-альбома в 2010 году и после этого стал получать предложения о сотрудничестве от других диджеев. В последующие годы он работал со многими музыкантами, в числе которых Tove Lo, Theo Hutchcraft, Ryan Tedder, Calvin Harris, Usher, David Guetta, Чен из EXO, Sebastian Ingrosso. Он также выступал на многочисленных музыкальных фестивалях, таких как Coachella, Electric Daisy Carnival, Creamfields и Tomorrowland. В 2012 году канал MTV назвал Алессо «одним из EDM-артистов, за которыми стоит следить», а певица Мадонна назвала «следующим большим исполнителем в танцевальной музыке».
Дебютный студийный альбом Алессо Forever был выпущен 22 мая 2015 года лейблом Def Jam Recordings.

## Дискография

### Студийные альбомы
| Название | Детали                                                        | Позиции в чартах | Позиции в чартах | Позиции в чартах | Позиции в чартах | Позиции в чартах | Позиции в чартах | Позиции в чартах | Позиции в чартах |
| Название | Детали                                                        | SWE              | AUS              | AUT              | BEL              | NLD              | SWI              | UK               | US               |
| -------- | ------------------------------------------------------------- | ---------------- | ---------------- | ---------------- | ---------------- | ---------------- | ---------------- | ---------------- | ---------------- |
| Forever  | - Релиз: 22 мая 2015 - Лейбл: Def Jam - Форматы: CD, загрузка | 4                | 41               | 69               | 43               | 54               | 42               | 24               | 30               |

### Синглы
| Название                                                                    | Год  | Позиция в чарте | Позиция в чарте | Позиция в чарте | Позиция в чарте | Позиция в чарте | Позиция в чарте | Позиция в чарте | Позиция в чарте | Позиция в чарте | Позиция в чарте | Сертификации                                                                                 | Альбом           |
| Название                                                                    | Год  | SWE             | AUS             | AUT             | BEL             | FRA             | GER             | NLD             | SWI             | UK              | US              | Сертификации                                                                                 | Альбом           |
| --------------------------------------------------------------------------- | ---- | --------------- | --------------- | --------------- | --------------- | --------------- | --------------- | --------------- | --------------- | --------------- | --------------- | -------------------------------------------------------------------------------------------- | ---------------- |
| «Raise Your Head»                                                           | 2011 | —               | —               | —               | —               | —               | —               | —               | —               | —               | —               |                                                                                              |                  |
| «Calling (Lose My Mind)» (with Sebastian Ingrosso featuring Ryan Tedder)    | 2012 | —               | —               | —               | —               | —               | —               | —               | 71              | 19              | —               | - GLF: 2× Платина                                                                            | Until Now        |
| «Years» (featuring Matthew Koma)                                            | 2012 | 24              | —               | —               | 33              | 163             | 86              | —               | —               | —               | —               |                                                                                              | Forever          |
| «If I Lose Myself» (vs. OneRepublic)                                        | 2013 | —               | —               | —               | —               | —               | —               | 89              | —               | 8               | —               | - ARIA: Платина - BPI: Серебро - BVMI: Золото - IFPI SWI: Золото - MC: Золото - RMNZ: Золото | Forever и Native |
| «City of Dreams» (with Dirty South featuring Ruben Haze)                    | 2013 | —               | —               | —               | 36              | —               | —               | —               | —               | —               | —               |                                                                                              |                  |
| «Under Control» (with Calvin Harris featuring Hurts)                        | 2013 | 8               | 17              | 21              | 42              | 55              | 24              | 59              | 34              | 1               | 103             | - GLF: 2× Платина - ARIA: Платина - BVMI: Золото - IFPI SWI: Золото - BPI: Золото            | Forever и Motion |
| «Tear the Roof Up»                                                          | 2014 | —               | —               | —               | —               | —               | —               | —               | —               | —               | —               |                                                                                              | Forever          |
| «Heroes (We Could Be)» (featuring Tove Lo)                                  | 2014 | 5               | 11              | 41              | 28              | 44              | 71              | 18              | 47              | 6               | 31              | - GLF: 2× Платина - ARIA: Платина - RMNZ: Золото - BPI: Платина - RIAA: Платина              | Forever          |
| «Cool» (featuring Roy English)                                              | 2015 | 59              | —               | —               | 19              | —               | —               | —               | —               | 10              | —               | - BPI: Серебро                                                                               | Forever          |
| «Sweet Escape» (featuring Sirena)                                           | 2015 | 87              | —               | —               | 27              | —               | —               | —               | —               | —               | —               |                                                                                              | Forever          |
| «Anthem»                                                                    | 2015 | —               | —               | —               | —               | —               | —               | —               | —               | —               | —               |                                                                                              |                  |
| «I Wanna Know» (featuring Nico & Vinz)                                      | 2016 | 25              | —               | —               | —               | —               | —               | —               | —               | 142             | —               |                                                                                              |                  |
| «Take My Breath Away»                                                       | 2016 | 56              | —               | —               | —               | —               | —               | —               | —               | —               | —               |                                                                                              |                  |
| «Falling»                                                                   | 2017 | 50              | —               | —               | —               | —               | —               | —               | —               | 72              | —               |                                                                                              |                  |
| «—» означает, что альбом не попал в чарт или не издавался в данном регионе. |      |                 |                 |                 |                 |                 |                 |                 |                 |                 |                 |                                                                                              |                  |

### Ремиксы
2010
- Tim Berg — «Alcoholic» (Alesso Taking It Back Remix)
- Deniz Koyu featuring Shena — «Time of Our Lives» (Alesso Remix)

2011
- Therese — «Drop It Like It’s Hot» (Alesso Remix)
- Dúné — «Heiress of Valentina» (Alesso Remix)
- Erik Holmberg and Niko Bellotto featuring JB — «Running Up That Hill» (Alesso Remix)
- Nadia Ali, Starkillers and Alex Kenji — «Pressure» (Alesso Remix)
- Swedish House Mafia — «Save the World» (Alesso Remix)
- DEVolution — «Good Love» (Alesso Remix)
- LMFAO featuring Lauren Bennett and GoonRock — «Party Rock Anthem» (Alesso Remix)
- David Guetta featuring Sia — «Titanium» (Alesso Remix)
- Jasper Forks — «River Flows In You» (Alesso Remix)

2012
- Arty — «When I See You» (Alesso Mix)
- Keane — «Silenced by the Night» (Alesso Remix)

2015
- Maroon 5 — «This Summer» (Maroon 5 vs. Alesso)

2016
- Alesso — «I Wanna Know» (Alesso and Deniz Koyu Remix)
- Jolin Tsai — «Play» (Alesso Remix)

2017
- The Chainsmokers and Coldplay — «Something Just Like This» (Alesso Remix)

### Продюсирование
2012
- Usher — Numb
- Example — Queen of Your Dreams

## Озвучивание видеоигр
- Payday 2 — администратор на концерте, который дает указания по поводу фейерверков.[32]